# Josef Tüshaus
Josef Tüshaus, également Joseph Tüshaus (né le 7 juillet 1851 à Münster et mort le 21 octobre 1901 à Düsseldorf), est un peintre et sculpteur prussien.

## Biographie
Tüshaus étudie à l'Académie des beaux-arts de Düsseldorf en octobre 1874, où il est l'élève d'August Wittig. Son condisciple et ami de longue date est le sculpteur Karl Janssen. De décembre 1882 à 1885, il séjourne avec lui à Rome. Pour commémorer la visite du couple impérial allemand à Düsseldorf en 1884, tous deux créent ensemble la sculpture Père Rhin et ses filles (de), qui n'est initialement faite qu'en plâtre comme décoration festive, rencontre un grand succès auprès du public et est finalement exécutée en bronze et en granit. en 1897 devant la maison des États provinciaux de Düsseldorf. Comme Janssen, il est membre de l'Association des artistes de Malkasten et de l'Association des artistes de Düsseldorf de 1899 (de).
L'architecte Bernhard Tüshaus (de) est un cousin du sculpteur, un autre parent est le peintre Fritz Tüshaus.

## Œuvres (sélection)

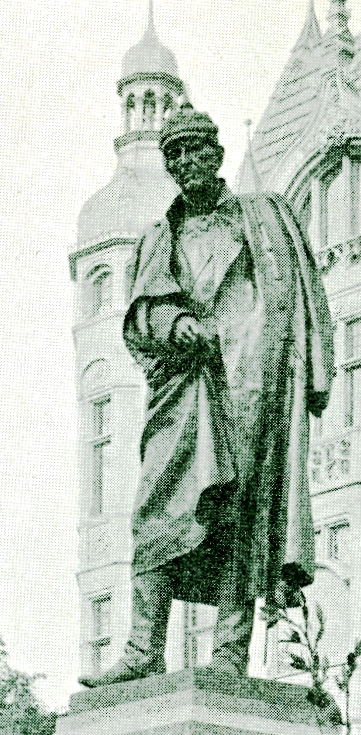
Statue de Moltke à Düsseldorf

- 1890 : Renouvellement du monument de la princesse Stéphanie de Hohenzollern (de) à Düsseldorf [2]
- 1897 : Sculpture-fontaine Père Rhin et ses filles (de) à Düsseldorf (avec Karl Janssen)
- 1901 : Statue Moltke pour le monument de Moltke (de) à Düsseldorf (figures de soutien du sculpteur Joseph Hammerschmidt)

et sans date :
- Allégorie de la lumière électrique, dans la collection de Wilhelm Girardet (de) à Essen
- Statue en marbre de Saint Sébastien, à la Galerie nationale de Berlin
- Amazone liée